# Haywards Heath
Haywards Heath – miasto w Anglii w hrabstwie West Sussex, położone 19 km od Brighton i 24 km na południe od lotniska Gatwick. Miasto zamieszkuje 22 800 osób.

## Historia
Nazwa wywodzi się ze staroangielskiej nazwy ogrodzenia żywopłotem. Do XIX wieku osada była wsią, rozwinęła się dopiero po oddaniu do użytku kolei Londyn-Brighton w roku 1841. Kolejny renesans miasta zanotowano po wybudowania lotniska Gatwick.

## Miasto partnerskie
- Bondues
- Traunstein